# Clemente d'Olera
Clemente d'Olera (Castelo de Moneglia, 20 de junho de 1501 - Roma, 6 de janeiro de 1568) foi um cardeal do século XVII

## Biografia
Nasceu em Castelo de Moneglia em 20 de junho de 1501. Ele também está listado como Clementi Monliano; e seu sobrenome como Dolera.
Ingressou ainda jovem na Ordem dos Frades Menores Observantes (Franciscanos Observantes). Depois de passar a juventude a serviço dos franciscanos de Moneglia, foi para Bolonha e obteve o letterato em teologia no "Studium Generale". Este grau permitiu-lhe ensinar o assunto..
Ordenado (sem mais informações encontradas). Por muitos anos foi professor de filosofia e teologia nas casas de estudo de sua ordem. Em 1538, foi eleito ministro provincial de Bolonha; e em 1541, definidor e procurador geral em Mântua; ele também exerceu o cargo de custodiante na província. Em 1545, o ministro geral da ordem na Córsega, Giovanni Maltei da Calvi, constituiu-o seu vigário geral; e dois anos depois, quando o padre Maltei morreu, ele o sucedeu nesse cargo com a aprovação do Papa Paulo III. Nesse mesmo ano de 1547, no capítulo geral de Assis, foi nomeado prefeito da Famiglia Cismontana franciscana. No capítulo geral de Bolonha celebrado em 1550, foi eleito comissário da cúria. Foi eleito ministro geral da sua ordem no capítulo celebrado em Salamanca em 1553; a eleição foi aprovada pelo Papa Júlio III. Em 1554, promulgou as famosas Constituições Salmanticenses também chamadas de "Monilianenses". Em 1º de janeiro de 1555, o Papa Júlio III nomeou-o seu comissário contra a heresia em todas as regiões para onde iria por motivos de seu cargo de ministro geral da ordem, com exceção da Espanha..
Criado cardeal sacerdote no consistório de 15 de março de 1557; recebeu o gorro vermelho e o título de S. Maria in Aracoeli, em 24 de março de 1557. Arcipreste de Rapallo, em 1558. Participou do conclave de 1559, que elegeu o Papa Pio IV. Nomeado prefeito do Santo Ofício pelo Papa Pio IV..
Eleito bispo de Foligno em 13 de março de 1560. Consagrado (sem informações encontradas). No palácio episcopal, montou uma tipografia para publicar obras de defesa da fé. Participou do conclave de 1565-1566, que elegeu o Papa Pio V. Membro do Supremo Conselho da Inquisição. Protetor do Sacro Império Romano. Foi um filósofo e teólogo de renome.
Morreu em Roma em 6 de janeiro de 1568, às 16 horas, após longa doença, no convento franciscano de S. Pietro em Montorio, Roma, onde residia. Sepultado em frente ao altar-mor de sua igreja titular. Ele nomeou os enfermos do Hospital de S. Giacomo degli Incurabili, Roma, como seus herdeiros..